# Еміліо Ноден
Еміліо Ноден (італ. Emilio Naudin, 23 жовтня 1823, Парма — 5 травня 1890, Болонья) — італійський тенор. Найвідоміший завдяки створенню ролі Васко да Гами в опері Мейєрбера «L'Africaine».
Навчався співу в Мілані у Джакомо Паніцці. Після закінчення навчання розпочав кар'єру тенора, особливо успішно працюючи в операх Верді. Співав в операх цього композитора, а також інших у провідних театрах Італії, Іспанії та Англії. Він виступав у Королівському оперному театрі в Лондоні протягом десяти сезонів поспіль між 1863 і 1872 рр. У Парижі він співав у Паризькій опері з 1862 по 1867 рр. в операх Верді, Доніцетті, Моцарта та інших.
Композитор французьких великих опер Джакомо Мейєрбер помер до першої постановки останньої опери «L'Africaine», але залишив у заповіті вказівки, що провідну роль опери Васко да Гама повинен створити Ноден. Тенор погодився виконати роль французькою мовою за величезну плату. Після свого великого успіху в цій партії він ще два роки співав у Паризькій опері, а потім перейшов у вагнерівський репертуар, співаючи Lohengrin (італійською) в Англії та Tannhäuser в Москві.

В сезоні 1852-53 співав разом з Терезою Брамбілла в Одеському оперному театрі.
Нодена хвалили за чіткий і чутний голос та елегантність на сцені, хоча його акторські сили були, очевидно, обмеженими. Він кинув свою кар'єру через хворобу, яка спричинила прогресуючий параліч, від якої він і помер.